# Weakling
Weakling (engl. für ‚Schwächling‘) war eine kurzlebige US-amerikanische Extreme-Metal-Band aus San Francisco. Sie gilt für den nordamerikanischen Raum als bedeutende und einflussreiche Band des Subgenres.

## Geschichte

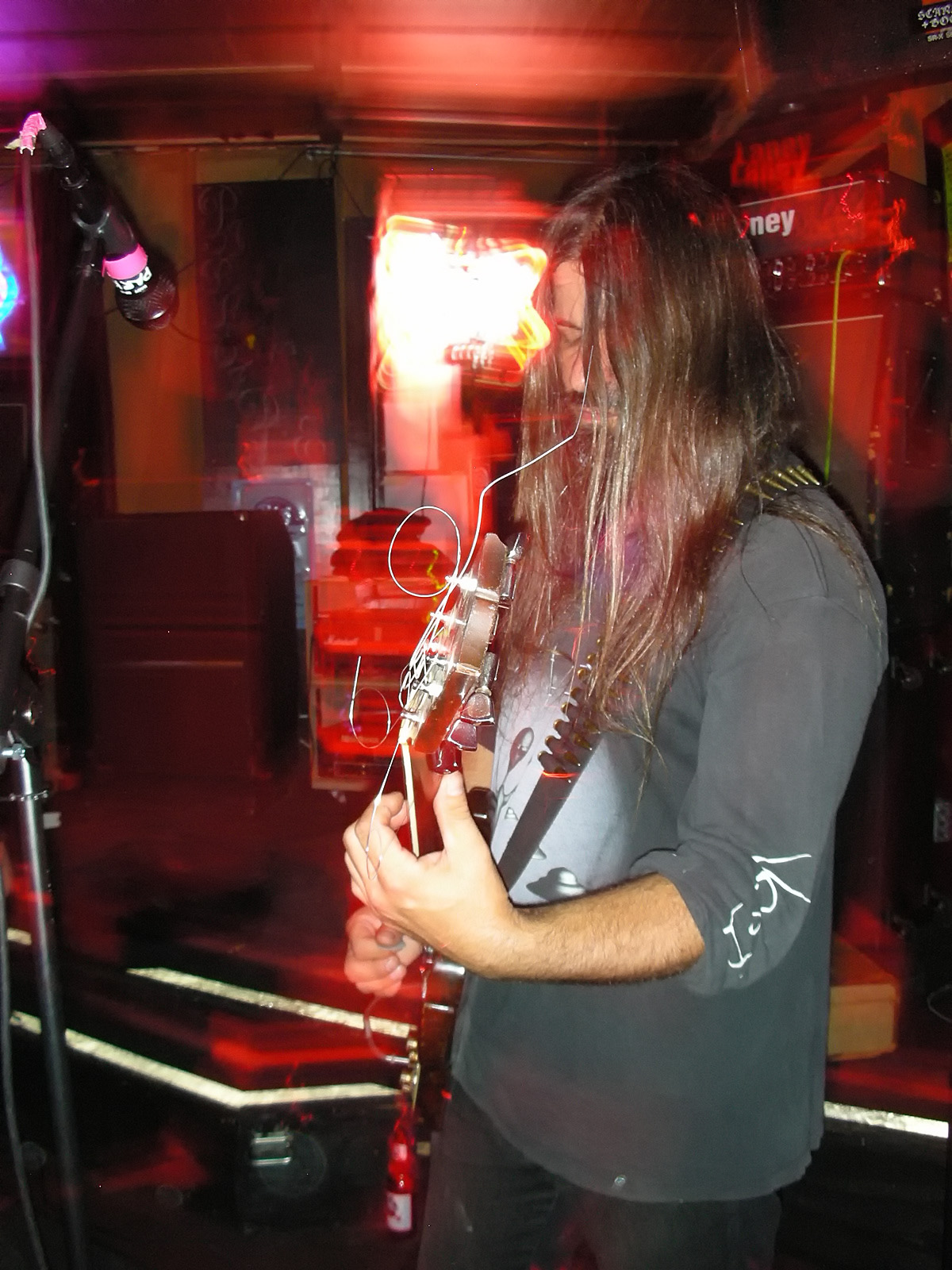
John Gossard (2007)

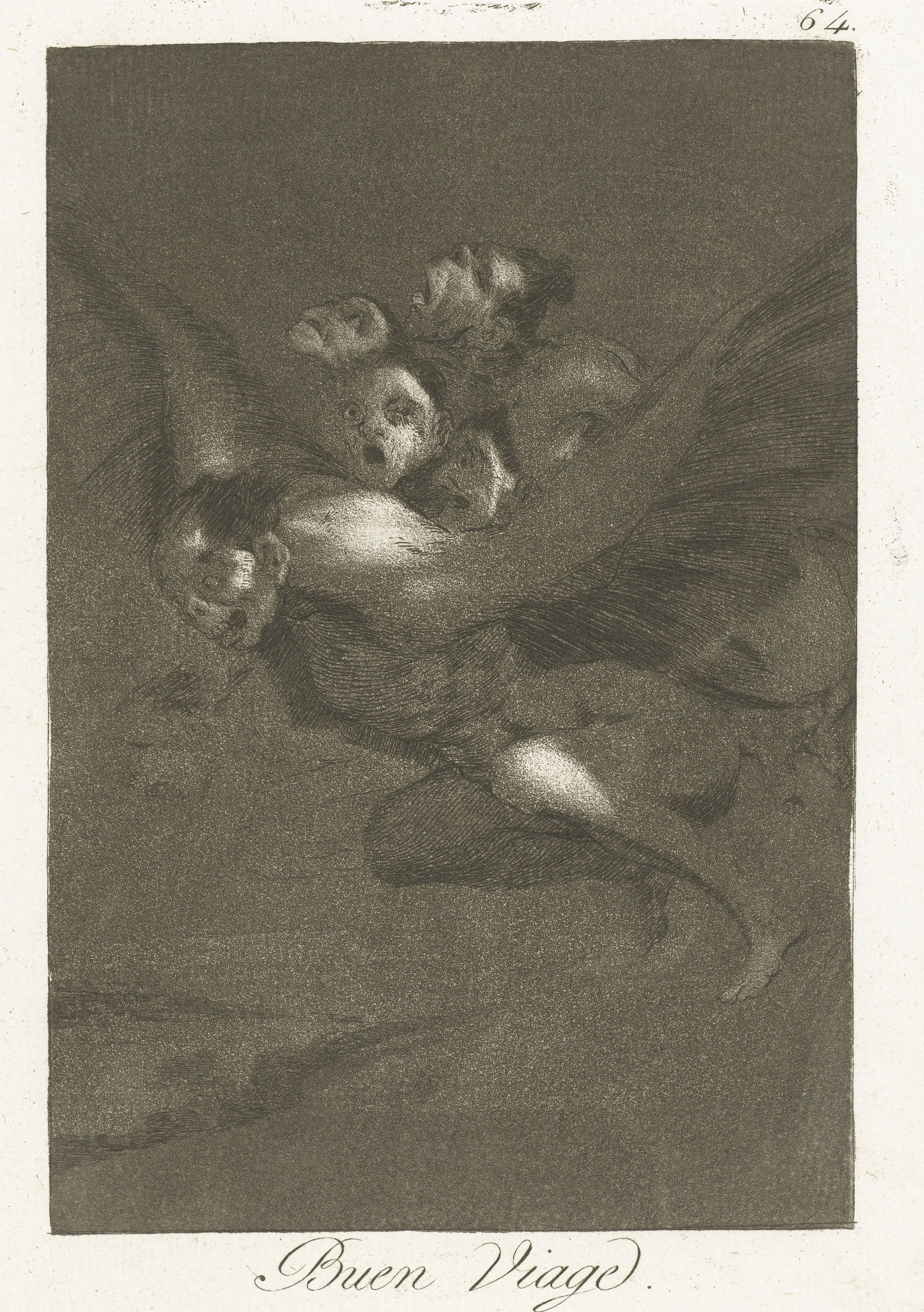
Ein Ausschnitt aus Francisco de Goyas Buen Viaje diente als Cover-Motiv für Dead as Dreams

Die Ursprünge Weaklings, die sich nach dem gleichnamigen Swans-Titel benannten, gehen auf John Gossard und die Zeit Mitte der 1990er Jahre zurück. Er spielte zuvor in kleinen lokalen Metal-Bands, die jedoch „wenig ernsthaft“ waren, und so wollte er Musik machen, die „emotional realer“ sein sollte.
Ab 1995, Gossard hatte zu dieser Zeit noch ein Drogenproblem, spielte er mit unter anderem Jim Mack und Antoine Reuben von The Lord Weird Slough Feg in der (damals noch nicht unter diesem Namen bestehenden) Gruppe Black Goat, die eher an 80er-Jahre-Black-/Thrash-Metal orientiert war. Die meisten der zu diesem Zeitpunkt und in dieser Bandkonstellation geschriebenen Stücke wurden zu Black-Goat-Liedern, die auch für ein selbstbetiteltes, 1997 erschienenes Album genutzt wurden. Ein Lied jedoch (This Entire Fucking Battlefield) wurde zu einem späteren Weakling-Titel. So gilt 1996 als eigentliche Weakling-Geburtsstunde.
Kurze Zeit später, während er an der San Francisco State University studierte, zog er mit zwei Mitbewohnern, einer von ihnen Josh Smith, welche beide in der ebenfalls aus San Francisco stammenden „Indie-Metal“-Band The Fucking Champs spielten, zusammen. Dort ergab es sich, dass sie zusammen jammten, und direkt bei der ersten Gegebenheit wurde das Ende zu Disasters in the Sun geschrieben. Gossard war daraufhin so „inspiriert wie seit Jahren nicht mehr“ und so sollte eine „richtige“ Band gegründet werden. Während einer Tour der Champs wurde Gossard auf den Schlagzeuger Sam „Little Sunshine“ Foster von der lokalen Band Sangre Amado aufmerksam und wollte ihn in der Band haben, so gab er ihm einige Tapes mit Aufnahmen, an denen er und Josh Smith gearbeitet hatten; Foster stimmte nach rund anderthalb Monaten zu. Durch Josh Smith kam gleichzeitig der Kontakt zur Bassistin Sara Weiner zustande, wobei Gossard anfangs noch skeptisch war, da er nicht dachte, dass „eine Frau Black Metal spielen könne“. Nach einer ersten Probe war Gossard umgestimmt und zusammenarbeiteten sie an neuem Material, wobei Gossard einen Großteil der Musik schrieb. Bis Ende 1998 stieß auch Keyboarderin Casey Ward von der Garage-Rock-Band The Lies zur Band, und so wurde im Dezember das aus insgesamt fünf Titeln bestehende Album Dead as Dreams in den San Franciscoer Louder Studios aufgenommen. Zuvor waren schon die Demobänder „Rehearsal“ und „Live Practice“ erschienen, auf denen frühere Versionen der später auf dem Album zu hörenden Lieder zu finden waren.
Auf die Begeisterung, die zu diesem Zeitpunkt alle Bandmitglieder für das Projekt hatten, folgte jedoch 1999 recht bald Ernüchterung, an der die Band schließlich auch zerbrach. Hauptsächlich ließ Josh Smiths Interesse am Black Metal nach, zusätzlich wurde seine andere Band The Fucking Champs mit neuem Plattenvertrag und Touren immer bekannter. John Gossard, der ihn auch als „definitiv besten Gitarristen, mit dem ich jemals gespielt habe“ bezeichnete, sagte später über ihn: „Er entdeckt etwas Neues, dass ihn interessiert, ist dann wie besessen und lernt so viel wie möglich darüber für eine kurze Zeit und geht dann einfach weiter“. Kurz vorher stieg schon Sam Foster aus, da er es zum einen durch andere Bandverpflichtungen, zum anderen durch seinen Job als Fahrradbote physisch nicht mehr schaffte, für Weakling zu spielen. Ein weiter Grund für die Bandauflösung war das mangelnde Interesse möglicher Labels an den Aufnahmen: „Als wir das Album aufnahmen, haben wir so viel wie uns nur möglich war hineingelegt. Wir waren ziemlich stolz. Und nichts passierte damit.“
Fast zwei Jahre nach den Aufnahmen und ein Jahr nach Bandauflösung wurde das Album schließlich auf dem amerikanischen Independent-Label tUMULt veröffentlicht, zu dem Zeitpunkt hatte Gossard allerdings schon deutlich Abstand zum Album und sah die Veröffentlichung ziemlich unemotional. Zumindest anfänglich wurde das Album black-metal-typisch als „Kult“ beworben und es gab Gerüchte, dass nur eine Handvoll Exemplare hergestellt wurden, die weltweit vergraben waren und für die Fundorte nur eine Karte existierte. Diese künstlichte Atmosphäre wurde allerdings durch den Labelbesitzer geschaffen und ging nicht von der Band aus, so kursierten diese Ideen eigentlich nur als Witz innerhalb der Band. Gossard war die Sache im Nachhinein eher peinlich, auch weil so die Vorstellung gestärkt wurde, Weakling sei nur ein Spaß-Seitenprojekt von The Fucking Champs, da beide Bands inhaltlich deutlich anders ausgerichtet waren.
Während ihrer eher kurzen Existenz als vollständige Band spielten Weakling nur wenige Konzerte, darunter zwei Auftritte als Vorgruppe für Mayhem und Enslaved in San Francisco.
John Gossard spielte nach dem Ende von Weakling in der Funeral-Doom-Band Asunder, Josh Smith bei The Fucking Champs und der Garage-Band The Makes Nice, Sarah Weiner in der Neoklassik-Gruppe Amber Asylum, Casey Ward bei der Garage-Punk-Band The Husbands und Sam Foster in der Death-Metal-Band Saros.
Parallelen gibt es zur 1998 gegründeten Band The Gault bei der John Gossard und Sarah Weiner (als Schlagzeugerin) spielten. Die Band verfolgte ein ähnliches Konzept in Bezug auf Doom Metal, so wurde auch hier nur ein einziges Album eingespielt, welches wiederum auch erst deutlich später (2005), nach der Bandauflösung veröffentlicht wurde.

## Stil
Weaklings Musik basiert auf „klassischem“ norwegischen Black Metal, vergleichbar mit Bands wie Emperor, Immortal, Burzum, Fleurety oder Ved Buens Ende, sie ist jedoch deutlich progressiv, teilweise avantgardistisch geprägt. So weist die Musik auch Death-Metal- und Swans-Einflüsse auf. Die Atmosphäre ist dabei eher psychedelisch, weniger „kalt“, das Attribut, das dem norwegischen Black Metal oft verliehen wird. Als Vergleich dient zuweilen auch der Postrock, so klängen Weakling wie „Godspeed You Black Emperor unter satanischem Einfluß“.
Die einzelnen Lieder sind mehrschichtig und bestehen aus mindestens zwei Teilen, der Gesamtklang wird als episch, hypnotisch, dicht und emotional beschrieben. Blastbeats werden vor allem im ersten Teil von Cut Their Grain and Place Fire Therein genutzt. Im Titelstück findet sich auch ein mehrminütiger Feedback/Drone-Part.
Der Gesang besteht nur selten aus einem genretypischen aggressivem Kreischen, sondern orientiert sich deutlich an Varg Vikernes (Burzum) und kommt einem hysterischen, verzweifelten Schreien gleich.
Die Texte zu Dead as Dreams wurden bisher nicht veröffentlicht, für John Gossard sind sie auch gegenüber dem die eigentlichen Emotionen erzeugenden Gesang zweitrangig.

## Bedeutung
Die amerikanische „Grey-Metal“-/Crustcore-Band Ludicra führt ihre Gründung auf die Inspiration durch Weakling zurück. ebenso wird die Band als Einfluss für die seit 2006 einen deutlichen Popularitätsschub erhaltende amerikanische Black-Metal-Band Wolves in the Throne Room angeführt, die sich selbst jedoch nicht als Weakling ähnlich oder in ihrer Tradition stehend sieht. Andere Untergrund-Metal-Bands wie Hammers of Misfortune oder Withered nennen Weakling „einzigartig“ und „erstaunlich“ sowie „eine[n] der besten Black Metal Acts den Amerika ja ausgebrütet hat“ beziehungsweise „die beste amerikanische Black-Metal-Band jemals“. J. Bennett vom amerikanischen Decibel und Götz Kühnemund vom deutschen Rock Hard bezeichnen die Band als „legendär“ beziehungsweise als „US-Black-Metal-Legende“, an die Kühnemund sich bei den „unmenschlichen Schreie[n], die über furiosen, schaurig-schönen Melodien thronten“, auf früheren Primordial-Alben erinnert fühle, die auf To the Nameless Dead jedoch auf „kaum noch zu finden“ seien.
Fenriz von der norwegischen Band Darkthrone urteilt über Weaklings Musik ebenso positiv:

„Nun, Weakling sind ein ziemlich ungewohntes Meisterwerk. Das Album macht mich zumindest depressiv, also schätze ich, dass ihre Interpretation des Black Metals eine erfolgreiche ist.“

## Diskografie
- 1998: Rehearsal (Demo)
- 1998: Live Practice (Demo)
- 2000: Dead as Dreams (CD/LP/MC)